# 本井站
本井站是吉兰泰铁路上的一个四等火车站，位于内蒙古阿拉善左旗宗别立苏木阿日善嘎查本井队（前本井乡），与吉兰泰镇交界处，查罕楚勒图附近，由呼和浩特铁路局管辖。此站沿吉兰泰铁路距乌海西站85公里，距吉兰泰站45公里。该站“办理旅客乘降；行李、包裹托运”，但目前没有旅客列车停靠此站。货运：办理整车货物发到；不办理罐装危险货物发到。